# رون هاريس
لاعب تشيلسي السابق ويلقب بالفرامة يبلغ من العمر حوالي 76 لعب لتشيلسي من عام 1961 إلى عام 1980 بعدد مباريات 795 مباراة وبذلك يكون أكثر لاعب لعب مباريات لتشيلسي.
أحرز لقب كأس رابطة المحترفين كأول لقب له مع تشيلسي عام1965م وفي بداية عام 1967 أصبح كابتن لفريق تشيلسي انتقل رون هاريس إلى بيرنتفورد عام 1980م واكمل مع الفريق إلى عام 1983م لعب مع الفريق فقط 61 مباراة ومن ثم عام 1983م انتقل إلى الديرشوت ولعب موسم واحد فقط مع الفريق ومن ثم أعلن المدافع الصلب رون هاريس اعتزاله من اللعب.
رون هاريس هو الأخ الأصغر للاعب ألان هاريس (1942 ـ 2017)، الذي لعب لأندية تشيلسي وكوفنتري سيتي وكوينز بارك رينجرز في ستينيات وسبعينيات القرن العشرين، والذي درب النادي الأهلي المصري في تسعينيات القرن ذاته.

## روابط خارجية
- رون هاريس على موقع ميوزك برينز (الإنجليزية)